# Enola Gay
Enola Gay è il nome del bombardiere B-29 Superfortress che il 6 agosto 1945 sganciò sulla città giapponese di Hiroshima la prima bomba atomica della storia a essere stata utilizzata in guerra, soprannominata Little Boy. A causa del suo ruolo nei bombardamenti atomici di Hiroshima e Nagasaki, il suo nome è stato sinonimo della controversia sui bombardamenti stessi. Enola Gay è il nome della madre del pilota, il colonnello Paul Tibbets.
Nel 1994, l'aereo ottenne una maggiore attenzione nazionale negli Stati Uniti quando una mostra dello Smithsonian Institution al National Air and Space Museum di Washington fu modificata a causa di una contestazione sui contenuti storici dell'esposizione. Dal 2003, Enola Gay è in mostra nello Steven F. Udvar-Hazy Center presso l'Aeroporto internazionale di Washington-Dulles, in Virginia.

## Storia

### Bombardamento di Hiroshima

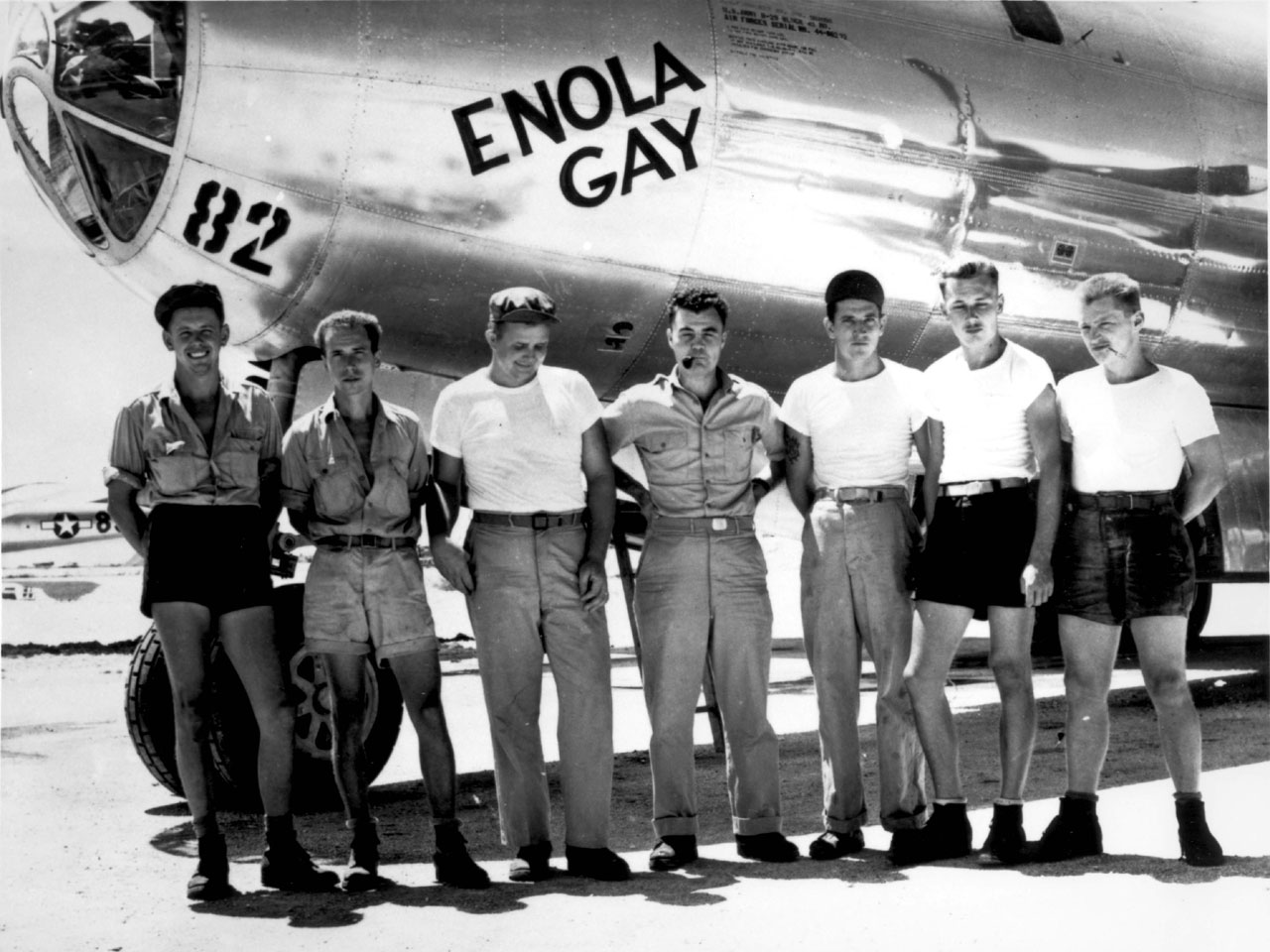
Enola Gay con equipaggio. Paul Tibbets al centro.

L'Enola Gay (B-29-45-MO, numero di serie 44-86292, Victor Number 82) venne assegnato al 393º squadrone bombardieri, 509º Gruppo Composito dell'USAF, e operò la missione del 6 agosto partendo da Tinian, una grande isola con diverse basi aeree dell'United States Army Air Forces (USAAF) nell'arcipelago delle Isole Marianne. L'aereo era uno dei quindici B-29 con l'ultima modifica "Silverplate", necessaria a sganciare ordigni atomici. L'Enola Gay venne costruito dalla Glenn L. Martin Company nello stabilimento di Omaha, Nebraska, in quella che oggi è la Offutt Air Force Base, e selezionato personalmente dal colonnello Paul Tibbets, comandante del 509º Gruppo Composito il 9 maggio 1945, quando era ancora sulla linea di assemblaggio, come il B-29 che avrebbe utilizzato per la missione dello sgancio della prima bomba atomica.
L'aereo venne accettato dall'United States Army Air Forces (USAAF) il 18 maggio 1945 e assegnato all'equipaggio B-9 (capitano Paul Tibbets, comandante dell'aereo), che pilotò l'aereo da Omaha alla base del 509º al Wendover Army Air Field, nello Utah, il 14 giugno 1945. Tredici giorni dopo lasciò Wendover per Guam, dove venne modificata la stiva delle bombe, e proseguì per Tinian il 6 luglio. Gli venne inizialmente assegnato il Victor Number 12, che venne in seguito cambiato in 82. Dopo aver compiuto otto missioni di addestramento e due di combattimento in luglio, l'aereo venne usato il 31 luglio in una prova della missione vera e propria, con una bomba tipo "Little Boy" da addestramento che venne sganciata al largo di Tinian.
Il 5 agosto 1945, durante i preparativi per la prima missione atomica, Tibbets diede all'aereo il nome di sua madre, Enola Gay Tibbets (1893-1983, che portava quel nome da una eroina di un romanzo). Secondo Gordon Thomas e Max Morgan-Witts, il comandante regolarmente assegnato dell'aereo, Robert Lewis, era scontento di venire scavalcato da Tibbets per questa importante missione, e si infuriò quando arrivò davanti all'aereo la mattina del 6 agosto e lo vide dipinto con il nuovo nome. Lo stesso Tibbets, intervistato a Tinian alla fine di quel giorno da un corrispondente di guerra, confessò di sentirsi un po' imbarazzato per aver associato il nome di sua madre a una missione così fatidica.
La missione su Hiroshima venne descritta come impeccabile dal punto di vista tattico, e l'Enola Gay ritornò senza inconvenienti alla sua base di Tinian. Il primo bombardamento atomico venne seguito tre giorni dopo da quello di un altro B-29 (BOCKSCAR), pilotato dal maggiore Charles W. Sweeney, che sganciò un secondo ordigno nucleare, denominato "Fat Man", su Nagasaki. La missione su Nagasaki, per contro, è stata descritta come tatticamente errata; anche se raggiunse i suoi obiettivi, andò incontro a diversi errori di esecuzione e Bockscar ebbe a malapena il carburante necessario per un atterraggio di emergenza a Okinawa.

### Storia successiva
Il 6 novembre 1945, a tre mesi esatti dal bombardamento atomico, Lewis riportò l'Enola Gay negli Stati Uniti, atterrando alla nuova base del 509º squadrone Roswell Army Air Field, New Mexico, due giorni dopo. Il 29 aprile 1946 l'Enola Gay abbandonò Roswell come parte dell'Operation Crossroads e volò a Kwajalein il 1º maggio. Non fu scelto per effettuare il test di sgancio all'Atollo di Bikini e abbandonò Kwajalein il 1º luglio, il giorno stesso del test, e raggiunse il Fairfield-Suisun Army Air Field, California, il giorno seguente.
La decisione venne presa per preservare l'aereo e il 24 luglio 1946 fu spostato alla Davis-Monthan Air Force Base, Arizona, al fine di prepararlo per il deposito. Il 30 agosto la proprietà del velivolo fu trasferita allo Smithsonian Institution e fu rimosso dall'inventario USAAF; da allora venne immagazzinato provvisoriamente in una serie di posizioni:
- 1º settembre 1946, Davis-Monthan AFB
- 3 luglio 1949, Orchard Place Air Field, Park Ridge, Illinois, pilotato qui dal generale Tibbets per accettazione dallo Smithsonian.
- 12 gennaio 1952, Pyote Air Force Base, Texas, spostato dopo che la posizione di O'Hare's fu confermata
- 2 dicembre 1953, Andrews Air Force Base, Maryland
- 10 agosto 1960, lo smontaggio all'Andrews fu incominciato da personale dello Smithsonian
- 21 luglio 1961, i componenti furono trasportati al centro di deposito dello Smithsonian a Suitland, Maryland.

La ristrutturazione incominciò definitivamente il 5 dicembre 1984 al Centro di Preservazione, Ristrutturazione e Deposito "Paul E. Garber" di Suitland.

### Sviluppi recenti

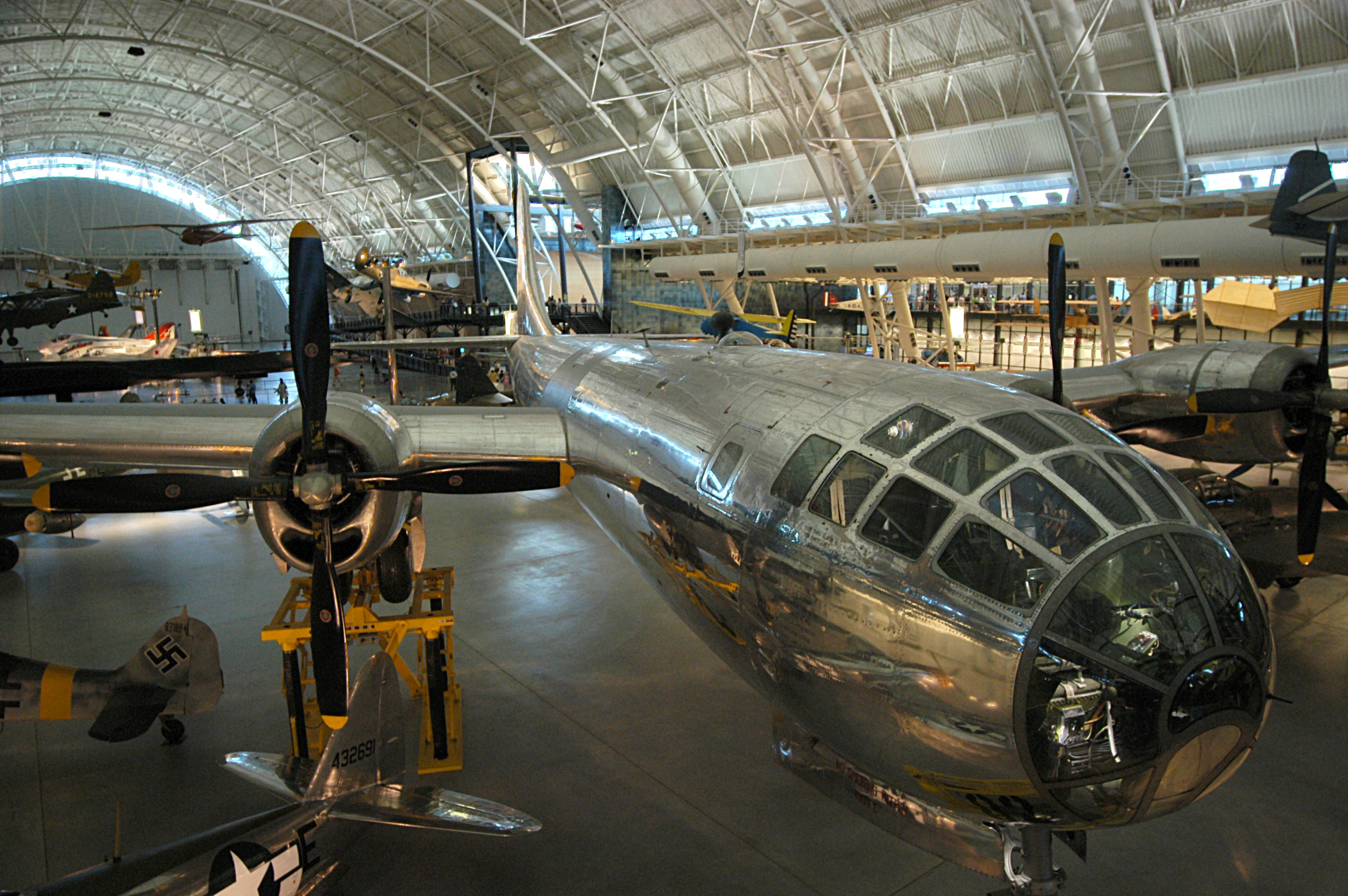
L'Enola Gay è oggi allo Steven F. Udvar-Hazy Center.

L'Enola Gay si trovò al centro di una controversia allo Smithsonian Institution nel 1994, quando il museo mise in mostra la sua fusoliera come parte dell'esposizione che commemorava il cinquantenario del bombardamento atomico di Hiroshima. L'esposizione, "The Crossroads: The End of World War II, the Atomic Bomb, and the Cold War" venne preparata dal National Air and Space Museum dello Smithsonian e allestita attorno a una versione restaurata dell'Enola Gay.
I critici, in particolare l'American Legion e la Air Force Association, accusarono che l'esposizione si concentrava troppo sulle vittime della bomba, invece che sui motivi che portarono al bombardamento o sulla discussione del ruolo che ebbe nel porre fine alla guerra. L'esposizione portò all'attenzione nazionale molte durature questioni accademiche e politiche, legate a visioni retrospettive del bombardamento, e alla fine, dopo tentativi di rivedere l'esposizione in modo da soddisfare i vari gruppi in competizione, la stessa venne annullata il 30 gennaio 1995, anche se la fusoliera andò comunque in mostra. Il 18 maggio 1998 la fusoliera venne restituita alla Garber Facility per il restauro finale.
Da allora l'intero aereo è stato restaurato per esposizioni statiche ed è uno dei principali pezzi in mostra al National Air and Space Museum nei pressi dell'Aeroporto Internazionale di Washington-Dulles. Come conseguenza della controversia citata in precedenza, i pannelli informativi attorno all'aereo riportano solo gli stessi succinti dati tecnici comuni agli altri aerei presenti nel museo, senza discussione delle questioni controverse. L'aereo è protetto con vari mezzi per impedire una ripetizione dei vandalismi che vennero tentati contro di esso la prima volta che venne messo in mostra.
Le quattro eliche in alluminio, che vennero usate durante la missione di bombardamento per risparmiare peso, sono finite alla Texas A&M University. Una di queste, ridotta a 3 metri, fornisce la spinta per la galleria del vento a bassa velocità Oran W. Nicks. Un motore elettrico da 1250 kVA fornisce una rotazione costante (900 RPM) e l'inclinazione delle pale dell'elica (passo) viene variata per controllare la velocità del vento (fino a 320 chilometri orari) nel tunnel.

## Equipaggio della missione
L'equipaggio dell'Enola Gay nella missione del 6 agosto 1945 era composto da tredici persone:
- Colonnello Paul Tibbets, capitano e pilota
- Capitano Robert A. Lewis, capitano in seconda e copilota
- Maggiore Thomas Ferebee, bombardiere
- Capitano Theodore Van Kirk, navigatore[4]
- Tenente Jacob Beser, contromisure radar (l'unico a volare anche nel bombardamento di Nagasaki)
- Capitano William Sterling "Deak" Parsons, responsabile armamenti
- Sottotenente Morris R. Jeppson, assistente del responsabile armamenti
- Sergente Joe S. Stiborik, radar
- Staff Sergeant Robert Caron, mitragliere di coda
- Sergente Robert Shumard, assistente ingegnere di volo
- Private First Class Richard Nelson, operatore radio
- Technical Sergeant Wyatt Duzenbury, ingegnere di volo

## Nella cultura di massa
Vi sono svariati riferimenti specifici, soprattutto nella musica:
- un singolo del 1980, inserito nel secondo album del gruppo inglese Orchestral Manoeuvres in the Dark (Andy McCluskey), è  intitolato Enola Gay, e fa riferimento all'attacco di Hiroshima.
- Il gruppo hardcore punk inglese Discharge ha menzionato l'Enola Gay nel brano A Look at Tomorrow sul loro album d'esordio Why del 1981.
- Il gruppo power metal tedesco Grave Digger ha inciso il brano Enola Gay (drop the bomb) nel loro terzo album, War Games.
- Il gruppo heavy metal inglese Iron Maiden menzionò l'Enola Gay nel brano Tailgunner sul loro album No Prayer for the Dying.
- Un brano del 1985 del gruppo rock canadese Rush, nell'album Power Windows menzionò l'Enola Gay nel brano Manhattan Project.
- Un brano del gruppo thrash metal tedesco Sodom è intitolato Little Boy, ed è presente anche nell'album M-16 del 2001.
- Un brano del gruppo RAC italiano Insedia, è intitolato Enola Gay.
- Un brano del cantante Conor Oberst incluso nell'album Upside Down Mountain del 2014 si chiama Enola Gay.
- Un brano del gruppo musicale italiano Elefante Bianco è dedicato al pilota dell'Enola Gay, Mr. Tibbets.
- Nel brano della band inglese Ultravox intitolato Hiroshima mon amour (uscito come 45 giri nel 1977 e contenuto anche nell'album Ha! Ha! Ha!) pare riferirsi al calore provocato dalla bomba, con una similitudine con il sole (la luce del sole scesa sulla terra, come disse il Maggiore Thomas Ferebee, il bombardiere dell'equipaggio dell'Enola Gay): ...Future's fused like shattered glass, the sun's so low / turns our silhouettes to gold / Hiroshima mon amour.
- I Baustelle, nel brano intitolato Amanda Lear (che anticipa il nuovo album L'amore e la violenza, 2017), citano "Enola Gay" [amore atomico/Enola Gay].
- I Jethro Tull, nell'album The Zealot Gene del 2022 parlano del Little Boy nella traccia d'apertura del disco intitolata Mrs Tibbets.